# バッハの主題による変奏曲とフーガ (レーガー)
バッハの主題による変奏曲とフーガ（Variationen und Fuge über ein Thema von Joh. Seb. Bach）ロ短調作品81は、マックス・レーガーが作曲したピアノ曲。

## 概要
1904年の5月から8月にかけてミュンヘンで作曲された。これは1904年4月、アウグスト・シュミット＝リントナーが開いたレーガー作品の演奏会に感動したレーガーが、早速シュミット＝リントナーに手紙を送り大規模なピアノ曲の献呈を約束したことで書かれることとなった。作品は10月には出版され、初演は1904年12月14日にミュンヘンで行われた。
レーガーが終生尊敬していたヨハン・ゼバスティアン・バッハへのオマージュであり、またレーガーが得意とした二つの形式、変奏曲とフーガを組み合わせた一連の作品の一つ。優れたピアニストでもあったレーガーのピアノ曲を代表する作品で、ルドルフ・ゼルキン、シフ・アンドラーシュ、園田高弘、マルカンドレ・アムランなどが録音を残している。またここでは、きわめて濃密なテクスチュアを持つレーガー一流のピアニズムが一つの頂点に達しているのを見ることができ、シュミット＝リントナーも楽譜を「一瞥したときは、弾く気を失った」と告白している。

## 楽曲構成
主題と14の変奏、フーガからなる。演奏時間は30分前後。
アンダンテ（クアジ・アダージョ）、ロ短調、6/8拍子。主題はバッハのカンタータ第128番『ただキリストの昇天によりてのみ（英語: Auf Christi Himmelfahrt allein, BWV 128）』の二重唱「神の全能の力は計り知れず」（Sein Allmacht zu ergründen）から取られている。シュミット＝リントナーの回想によると、この主題を用いることを提案したのはシュミット＝リントナー自身だという。既にやや厚い和音付けがされているが、オーボエ・ダモーレと通奏低音によって奏される原曲の色彩を再現するように、レーガーは"quasi Oboe solo"と書き込み、その上さらに"Sempre quasi legato; il melodia sempre dolce"と細かい指定を与えている。
第1、第2変奏では主題の原型は維持され対位旋律が複雑化していくのみだが、第3変奏からは本格的に主題の形が崩れ、多様な性格変奏が重ねられていく。変奏曲の最後となる第14変奏では分厚い和音を伴って低音に主題が再現され、一つのクライマックスを形作る。
「ソステヌート」と指示されて始まるフーガは四声の二重フーガで、二つの主題ともに第14変奏で現れた動機に基づく。静かな第一主題に基づくフーガがクライマックスに達すると、動きの細かい第二主題によるフーガが続き、最後のフーガ部では二つの主題が充実した和声を伴って結合され、ロ長調の壮大な結末を迎える。